# イヴァン・ボフーン
イヴァン・ボフーン（ウクライナ語：Іва́н Богу́н, 1608年/1618年 - 1664年2月23日）は、ポーランド・リトアニア共和国の軍人、ウクライナ・コサックの司令官、フメリニツキーの乱の指揮者の1人である。モヒリーウ連隊の連隊長（1649年）、カリヌィーク連隊の連隊長（1650年、1651年、1653年 - 1657年）、ならびにパーヴォロチ連隊の連隊長（1658年‐1664年）を歴任した。

## 生涯
イヴァン・ボフーンは、ウクライナの小貴族であるテオドール・ボフーンの家に生まれた。父は登録コサックに属し、キエフ県で小さな知行地を有していた。イヴァン・ボフーンも登録コサックとなり、ポーランド・リトアニア共和国の南部国境でタタールとの数多くの小競り合いに参加した。その後、反政府のパウリュークの乱（1637年）とオストリャヌィーンの乱（1638年）に加わり、ドン・コサックと共にアゾブの防衛戦（1641年 - 1642年）に参与した。
1648年にフメリニツキーの乱が勃発すると、イヴァン・ボフーンはボフダン・フメリニツキー率いるコサック軍に味方し、チヒルィーン連隊の百人隊長としてプロのコサックの遊撃隊を指揮するようになった。乱ではボフーンの軍事的才能が発揮され、彼はフメリニツキーの親友という立場の相談役となり、1649年末にモヒリーウ連隊の連隊長、1650年にカリヌィーク連隊の連隊長に任命された。
1651年にボフーンはポジーリャ地方で活躍し、マルチン・カリノフスキとスタニスワフ・ランツコロンスキが率いるポーランドの官軍と戦った。同年3月にボフーンはヴィーンヌィツャを守り、敵の竜騎兵を罠に掛けて殲滅し、ポーランドの包囲軍を撤退させた。5月始めにボフーンのコサック隊はポジーリャ県の中心都市カームヤネツィとカームヤネツィ城を陥落させた。
1651年6月末に、コサック軍がベレステーチュコの戦いで惨敗を喫して包囲された折、ボフーンは臨時の棟梁に選ばれてコサックの陣地を守り抜き、コサックの騎兵、砲兵とコサック軍の中枢をなすプロの歩兵を連れて包囲脱出に成功した。

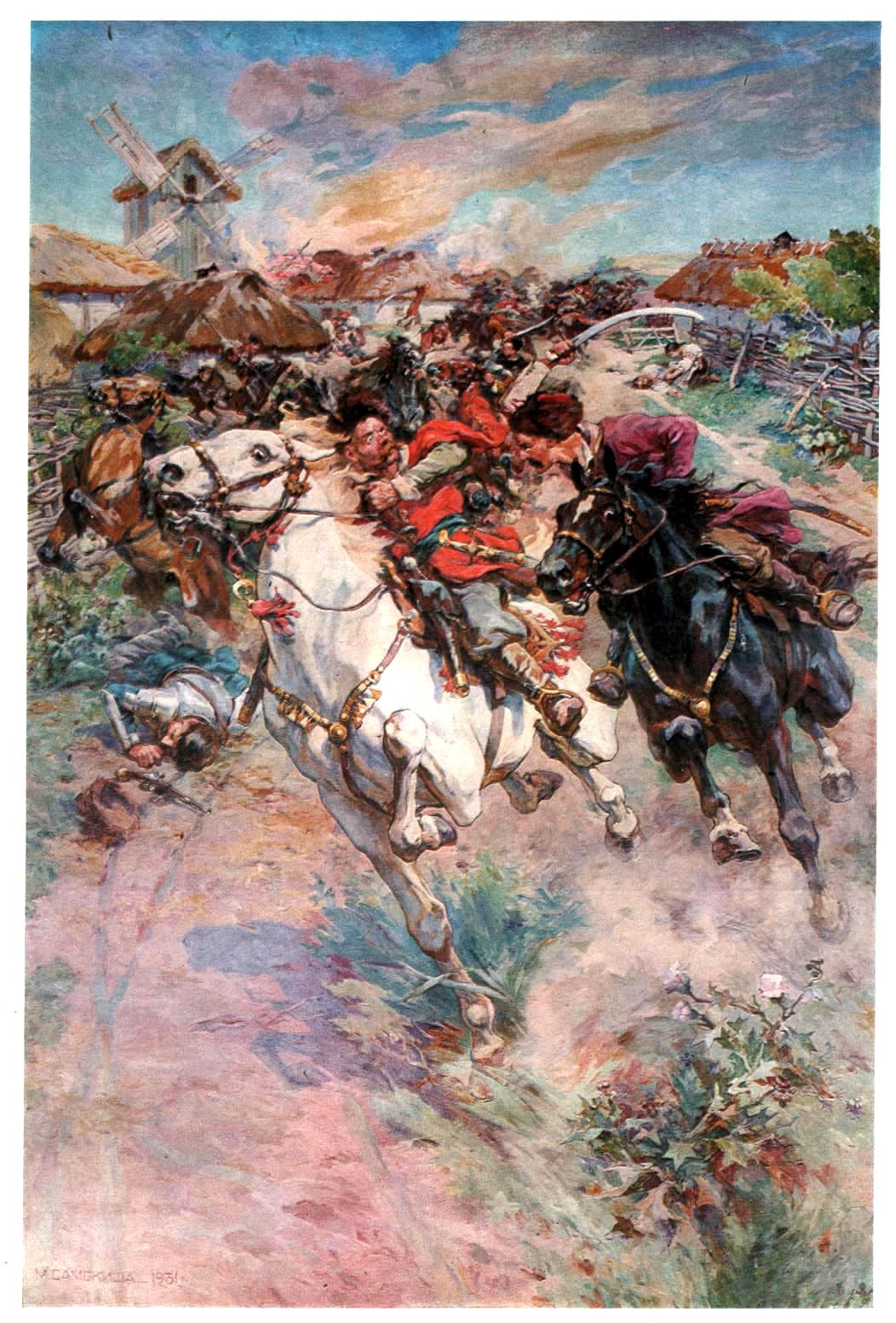
ステファン・チャルニェツキ（左）対イヴァン・ボフーン（右）
（モナスティルィーシュチェの戦い）

1653年3月にイヴァン・ボフーンの遊撃隊は、ポジーリャ地方のモナスティルィーシュチェ町でポーランドの国民的英雄とされるステファン・チャルニェツキの軍勢と激戦を行った（モナスティルィーシュチェの戦い）。数で劣るコサック隊はモナスティルィーシチェを守り抜き、チャルネツキに傷を負わせて多勢の敵軍を追い返した。その後ボフーンは、フメリニツキーの息子ティモフィーイ・フメリニツキーを伴ってモルドバ公国への出兵に参加したが、1653年11月にティモフィーイが戦死すると、ウクライナへ帰陣した。
1654年にコサック国家がモスクワ大公国とペレヤースラウ条約を締結すると、ボフーンは条約に反対しコサックの独立を主張、カリヌィーク連隊のコサックと共にツァーリに忠節を誓約しなかった。
1655年1月、オフマーティウの戦いの折にボフーンは数千人のコサックを以って8万の敵軍からウーマニを守り、ポーランド勢へ騎兵による奇襲をかけてコサック・モスクワ同盟軍を完敗から救い、合戦を引き分けに終わらせた。
1656年12月、ポーランドと戦ったスウェーデンとトランシルヴァニアを助けるため、ボフーンの連隊は任命ヘーチマンのアンチーン・ジュダノーヴィチが率いるコサック軍と共に西ウクライナに派遣され、スウェーデン軍と連携をとりながら、1657年前半中にクラクフ、ブレスト、ワルシャワの占領に参加した。1657年の夏にフメリニツキーが死去したことにより、コサック軍は中部ウクライナに帰り、ボフーンはポジーリャに帰陣した。
荒廃時代（大洪水時代）になると、ボフーンはフメリニツキーの後継者であるイヴァン・ヴィホーウシクィイとフメリニツキーの息子ユーリイ・フメリニツキーを支持したが、ヴィホーウシクィイがポーランドと結んだハージャチ条約（1658年）と、ユーリイがモスクワと交わしたスロボディーシュチェ条約（1660年）に対して強く反発し、コサック国家の独立の必要性を主張しつづけた。しかし、コサックの長老たちが親モスクワ派と親ポーランド派に分裂すると、ボフーンは後者に加担せざるを得なくなり、パーヴォロチ連隊の連隊長としてモスクワの軍勢と戦った。
1662年にポーランド政府はウクライナでのボフーンの影響力をなくすために彼をマルボルクに移し、マルボルク城で軟禁した。しかし、1663年にボフーンが親モスクワ派のイヴァン・ブリュホヴェーツィクィイと内通してるとの偽りの告訴によってボフーンは牢屋に入れられ、1664年2月23日にノーウホロド＝シーヴェルシクィイの周辺で処刑された。
ウクライナの歴史学、文学、民謡などでイヴァン・ボフーンは英雄視され、ウクライナの首都キエフにある中央軍事学校が彼の名を記念している。

## 係累
- 父 - テオドール・ボフーン
- 息子 - フルィホーリイ・ボフーン